# Carlo Scognamiglio (homme politique)
Pour les articles homonymes, voir Carlo Scognamiglio.
Carlo Scognamiglio Pasini, né le 27 novembre 1944 à Varèse, est un professeur, économiste et un parlementaire italien, président du Sénat de la République de 1994 à 1996, durant la XIe législature du Parlement italien.

## Biographie
Carlo Scognamiglio Pasini est né le 27 novembre 1944 à Varèse, en Lombardie. Il descend, du côté de son père, d'une famille d'armateurs et, par sa mère, est l'héritier d'une famille ayant fait fortune dans les produits chimiques industriels et agricoles. 
Inscrit à la faculté des sciences économiques de l'université Bocconi de Milan, Scognamiglio Pasini en sort diplômé, puis y travaille, en 1968, comme maître assistant ès sciences économiques. Après s'être spécialisé à la London School of Economics, il est nommé professeur ordinaire à la Bocconi, puis professeur de l'université de Padoue, en 1978, tout en poursuivant son travail à la Bocconi, au sein de laquelle il rencontre Mario Monti. Major d'un concours de professeurs, en 1979, il est nommé à la chaire d'économie et de politique industrielle de l'université LUISS de Rome, de laquelle il est nommé recteur en 1984 ; il sera confirmé à cette charge en 1987, puis en 1990.
Président et administrateur délégué du groupe éditorial Rizzoli-Corriere della Sera nommé en 1983, Scognamiglio Pasini fut également le vice-président de la STET et d'autres groupes. Conseiller du gouvernement, comme Mario Monti et Francesco Cesarini, il réorganise le marché financier et du crédit en Italie, en provoquant la séparation du Trésor de la Banque d'Italie et participe à de nombreuses privatisations. Il obtient le prix pour l'économie de l'Académie française, en 1988.
Les 5 et 6 avril 1992, Carlo Scognamiglio Pasini est élu au Sénat de la République pour la circonscription de Milan-I, sur la liste du Parti libéral italien (PLI). Il est, par la suite, désigné président de la commission sénatoriale des Affaires étrangères.
Réélu le 27 mars 1994 après s'être allié au parti Forza Italia (FI), il est désigné candidat à la présidence du Sénat, bénéficiant du soutien du chef du mouvement, Silvio Berlusconi. Au 4e tour de scrutin, avec une seule voix d'avance sur le président sortant Giovanni Spadolini, Scognamiglio Pasini est élu président de la chambre haute avec 162 suffrages sur 325 votants. Il conduit sa charge jusqu'au terme de la législature et la dissolution parlementaire de 1996, décidée par le président de la République, Oscar Luigi Scalfaro.
À l'issue des élections parlementaires du 21 avril 1996, il est réélu sénateur ; il rejoint le groupe des sénateurs membres de l'UDR, fondé par l'ancien président de la République Francesco Cossiga.
Le 21 octobre 1998, Scognamiglio Pasini prête serment comme ministre de la Défense devant le président Scalfaro et le président du Conseil, Massimo D'Alema. Chargé de ce portefeuille pendant la guerre du Kosovo en 1999, il mène en suite de nombreuses réformes progressistes, comme l'abolition de la conscription militaire obligatoire, l'ouverture de l'armée aux femmes, la réforme de l'arme des Carabiniers, la lutte contre le bizutage au sein des casernes, et la large réforme du budget de la Défense.
En 1998, il souhaite que l'Italie réhabilite les soldats fusillés pour l'exemple pendant la Première guerre mondiale : « Comment ne pas être du côté de ceux qui tentèrent d'éviter une mort inutile, stupide ?  Les pauvres soldats qui furent fusillés par nos pelotons d'exécution ne furent pas moins héroïques que ceux qui sont morts au combat. »